# Rosalia Vagli
Rosalia Vagli, detta Maura (Careggine, 28 ottobre 1943), è una politica italiana.

## Biografia
Insegnante, esponente del Partito Comunista Italiano, nei primi anni '70 è consigliera comunale a Castelnuovo Garfagnana.
Si candidò alla Camera in occasione delle elezioni politiche del 1972 ottenendo 6.379 preferenze; divenne deputata nel gennaio 1973, subentrando al Aldo Arzilli, deceduto.
Fu rieletta alle politiche del 1976, ricevendo 19.236 preferenze, e alle politiche del 1979, con 13.260 preferenze. Terminò il mandato parlamentare nel 1983.